# Нове Плоняви
Нове Плоняви (пол. Nowe Płoniawy) — село в Польщі, у гміні Плоняви-Брамура Маковського повіту Мазовецького воєводства.
Населення — 105 осіб (2011).
У 1975-1998 роках село належало до Остроленцького воєводства.

## Демографія
Демографічна структура станом на 31 березня 2011 року:
|          | Загалом | Допрацездатний вік | Працездатний вік | Постпрацездатний вік |
| -------- | ------- | ------------------ | ---------------- | -------------------- |
| Чоловіки | 57      | 6                  | 48               | 3                    |
| Жінки    | 48      | 7                  | 30               | 11                   |
| Разом    | 105     | 13                 | 78               | 14                   |